# Basavapatna, Magadi
Basavapatna là một làng thuộc tehsil Magadi, huyện Ramanagara, bang Karnataka, Ấn Độ.